# Glansnervmossa
Glansnervmossa (Campylopus gracilis) är en bladmossart som beskrevs av Georg Friedrich von Jaeger 1872. Glansnervmossa ingår i släktet nervmossor, och familjen Dicranaceae. Arten har ej påträffats i Sverige. Inga underarter finns listade i Catalogue of Life.